# Čermná (Domažlicei járás)
Čermná település Csehországban, a Domažlicei járásban. Čermná Buková, Poděvousy, Hlohovčice, Staňkov és Hlohová településekkel határos. Lakosainak száma 261 fő (2024. január 1.).

## Népesség
A település lakosságának változását az alábbi diagram mutatja:
| Lakosok száma | 432  | 429  | 671  | 429  | 311  | 220  | 245  | 254  | 254  | 261  |
|               | 1869 | 1890 | 1921 | 1950 | 1980 | 2001 | 2017 | 2019 | 2022 | 2024 |